# Iridopsis tristaria
Iridopsis tristaria är en fjärilsart som beskrevs av J. Peter Maassen 1890. Iridopsis tristaria ingår i släktet Iridopsis och familjen mätare. Inga underarter finns listade i Catalogue of Life.